# Тихон (Ракичевич)
Епи́скоп Ти́хон (серб. Епископ Тихон, в миру Алекса́ндр Раки́чевич, серб. Александар Ракићевић; 25 октября 1971, Чачак, Югославия) — архиерей Сербской православной церкви, епископ Моравичский, викарий патриарха Сербского (с 2024).

## Биография
Родился 25 октября 1971 года в Чачаке. В этом же городе он окончил начальную школу и первые два класса Чачакской средней школы. После этого он поступил в Школу дизайна в Белграде, которую окончил в 1990 году. Окончил факультет прикладного искусства Белградского университета в 1995 году по отделению настенной живописи, после чего поступил в аспирантуру на этом же факультете и устроился на работу ассистентом-стажёром.
В 1996 году поступил послушником в Монастырь Студеница близ города Кралево, к настоятелю архимандриту Юлиану (Кнежевичу). 5 июня 1997 года в Студенице был пострижен в монашество епископом Жицким Стефаном (Боцей) с наречением имени Тихон. В том же году он был рукоположен в сан иеродиакона, а в 1999 году — в иеромонаха, 11 января 2004 года он был избран настоятелем Монастыря Студеница. В том же году епископ Жичский Хризостом (Столич) возвёл его в сан архимандрита.
В конце 2003 года он сдал все богословские дифференциальные экзамены и поступил в аспирантуру на кафедру литургии Богословского факультета Белградского университета. После сдачи экзаменов в аспирантуру в 2005 году приступил к работе над магистерской диссертацией «Иконы в литургии: функция и значение», которую защитил в 2008 году..
8 апреля 2014 года в Большом амфитеатре Православного богословского факультета Белградского университета защитил докторскую диссертацию под названием «Алтарная перегородка-иконостас от IV до середины XVII века» (серб. Олтарска преграда – иконостас од IV до средине XVII века).
Исследует и пишет научные статьи, связанные с культурным и духовным наследием Монастыря Студеница. Особое внимание он уделяет деятельности святого Саввы в этом монастыре с 1207 по 1215 годы. Он инициировал и в качестве редактора участвовал в капитальных проектах по публикации трехъязычного издания Student Typik и двуязычного издания Evergetid Typik.

### Архиерейство
18 мая 2024 года, решением Архиерейского собора Сербской православной церкви избран викарием Патриарха Сербского с титулом «епископ Моравичский».
8 сентября 2024 года в храме Святого Саввы в Белграде был руколожен во епископа Моравичского, викариея Патриарха Сербского. Хиротонию совершили: Патриарх Сербский Порфирий, митрополит Жичский Иустин (Стефанович), митрополит Браничевский Игнатий (Мидич), митрополит Банатский Никанор (Богунович), митрополит Враньский Пахомий (Гачич), митрополит Шумадийский Иоанн (Младенович), митрополит Милешевский Афанасий (Ракита), митрополит Германский Григорий (Дурич), митрополит Рашко-Призренский Феодосий (Шибалич), митрополит Тимокский Иларион (Голубович), митрополит Нишский Арсений (Главчич), епископ Пакрацкий и Славонский Иоанн (Чулибрк), епископ Буэносайресский и Южно-Центральноамериканский Кирилл (Бойович), епископ Осиекопольский и Бараньский Херувим (Джерманович), епископ Валевский Исихий (Рогич), епископ Западноевропейский Иустин (Еремич), епископ Егарский и избранный Британо-Ирландский Нектарий (Самарджич), епископ Марчанский Савва (Бундало), епископ Хвостанский Алексий (Богичевич), епископ Новобрдский Иларион (Лупулович), епископ Липлянский Досифей (Радивоевич), епископ Енопольский Никон (Цветичанин) и епископ на покой Георгий (Джокич).